# Pointe-au-Père
Pointe-au-Père est situé dans la région administrative du Bas-Saint-Laurent au Québec (Canada). Cette ancienne municipalité, fusionnée à Rimouski en 2002, est depuis un district de cette ville. La localité a été rendue célèbre par la présence de son poste de pilotage maritime qui fut témoin, en 1914, du naufrage de l'Empress of Ireland.

## Toponymie

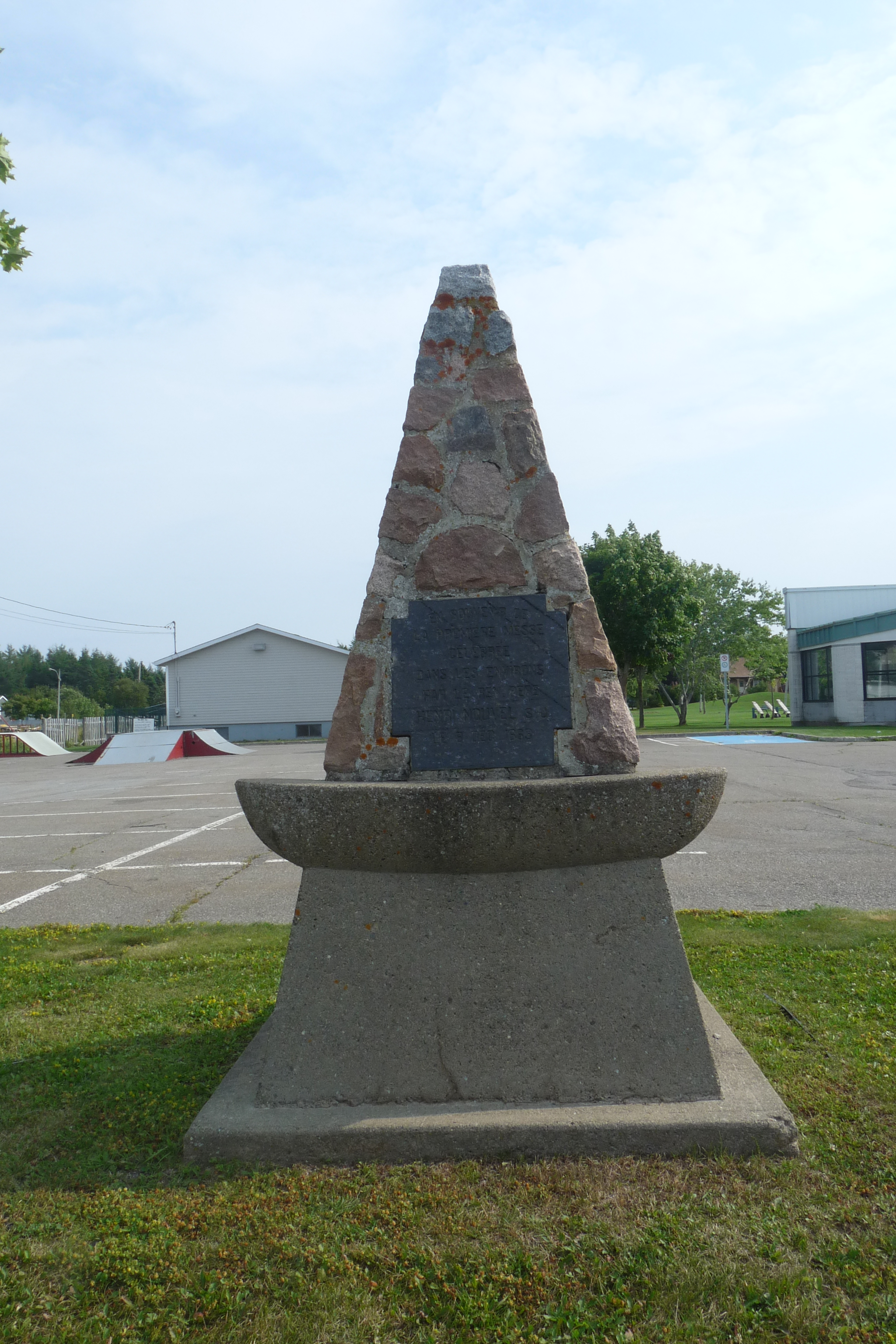
Monument commémorant la messe célébrée par Henri Nouvel en 1663.

Cette ancienne municipalité doit son nom à la célébration d'une messe le 8 décembre 1663 par le père jésuite Henri Nouvel qui était alors en compagnie d'un groupe d'Amérindiens de la Côte-Nord venu faire la chasse à l'orignal. Cette célébration aurait eu lieu un peu en aval de Rimouski, sur une pointe de terre s'avançant dans le fleuve. La première mention de l'utilisation de ce nom est attestée dans l'acte de constitution de la seigneurie Lessard en 1696. Dans une carte datant de 1763, l'explorateur américain Jonathan Carver nomme ce lieu Father Point, appellation qui sera reprise par les marins anglais naviguant sur le fleuve Saint-Laurent.

## Géographie
Pointe-au-Père est situé sur une pointe de terre qui s’avance dans le Saint-Laurent, un peu à l'est de Rimouski, et à 300 kilomètres en aval de la ville de Québec. L'ancienne municipalité a une superficie de plus de 18 kilomètres carrés et s'étend sur 7 kilomètres le long de la rive sud du Saint-Laurent.

## Démographie
En 2001, la population de Pointe-au-Père était de 4 171 habitants selon le recensement de Statistique Canada.

## Histoire

### Les premières années de la colonisation
Les premières mentions de la présence d'Européens à Pointe-au-Père sont reliées aux activités des missionnaires qui y venaient pour célébrer des mariages sur ce qui était alors la seignerie la Mollaie. 

### L'établissement de la vocation maritime
Avant même de devenir officiellement une paroisse en 1882, Pointe-au-Père abritait déjà, depuis le début du XIXe siècle, de nombreux pilotes œuvrant sur le Saint-Laurent, entre autres pour la Allan Line.  C'est d'ailleurs ces mêmes marins et pilotes qui revendiquèrent une chapelle et l'institution d'une paroisse pour louée un culte envers Sainte-Anne.  L'importance grandissante des activités maritimes à la Pointe-au-Père, les résidents de la Pointe adressèrent à Mgr Jean Langevin, en 1873, une demande pour y bâtir une chapelle,.

### L'apogée maritime et le déclin
En 1902, on y construit un premier quai, afin d'expérimenter l'utilisation du gaz acétylène comme source de lumière pour les phares. Sur le Saint-Laurent, le trafic maritime est en croissance constante et le ministère de la Marine construit à Pointe-au-Père, en 1905, un poste de pilotage pour succéder à celui du Bic, devenu désuet. En service pendant plus d'un demi-siècle, le poste de pilotage sera définitivement fermé le 25 avril 1959 à la suite de l'ouverture de la voie maritime du Saint-Laurent et remplacé par un nouveau poste aux Escoumins, un site jugé plus sûr pour la navigation hivernale.
Un autre secteur d’activité maritime prend le relais de la station de pilotage avec la construction, entre 1959 et 1960, d'un port d'hiver et d'installations permettant le transport des marchandises et des véhicules entre Pointe-au-Père et la Côte-Nord au coût de 4 000 000 dollars. La compagnie Nord-Sud acquiert le Père-Nouvel, un traversier brise-glace, et établit une liaison avec Baie-Comeau sur la rive nord du Saint-Laurent en 1962. Cependant, l’armateur rencontre des difficultés financières du fait de la modification de la règlementation sur le camionnage et, en 1968, remplace le Père-Nouvel, dont les capacités sont trop grandes pour le seul besoin du transport des automobiles, par le Manic, un navire plus petit. Cet essai s'avère lui aussi infructueux et le service de traversier à Pointe-au-Père est définitivement abandonné en 1970. À compter de cette date, seules les opérations du phare subsistent. Elles sont abandonnées en 1975 après l'érection d'un quatrième phare, entièrement automatisé.

### Fusion avec Rimouski
Pointe-au-Père a été fusionnée à Rimouski en 2002 dans le cadre des réorganisations municipales québécoises de 2002. 
À la suite de la fusion, le quartier de Pointe-au-Père est devenu l'un des onze districts électoraux représentés au conseil municipal de la ville de Rimouski.

## Attraits touristiques
L'histoire de Pointe-au-Père est marquée de façon importante par les activités maritimes qui s'y sont tenues et elle encore bien présente pour les visiteurs de ce quartier de Rimouski qui peuvent en apprendre plus sur l'histoire du lieu en visitant les installations du site historique maritime de la Pointe-au-Père,.  Il est également important de citer que l'histoire de Pointe-au-Père est fondamentalement marquée par la présence d'un sanctuaire en l'honneur de Sainte-Anne.  En effet, à chaque année depuis 1874, le sanctuaire est témoin d'un pèlerinage du 17 au 26 juillet.  
On y retrouve entre autres :

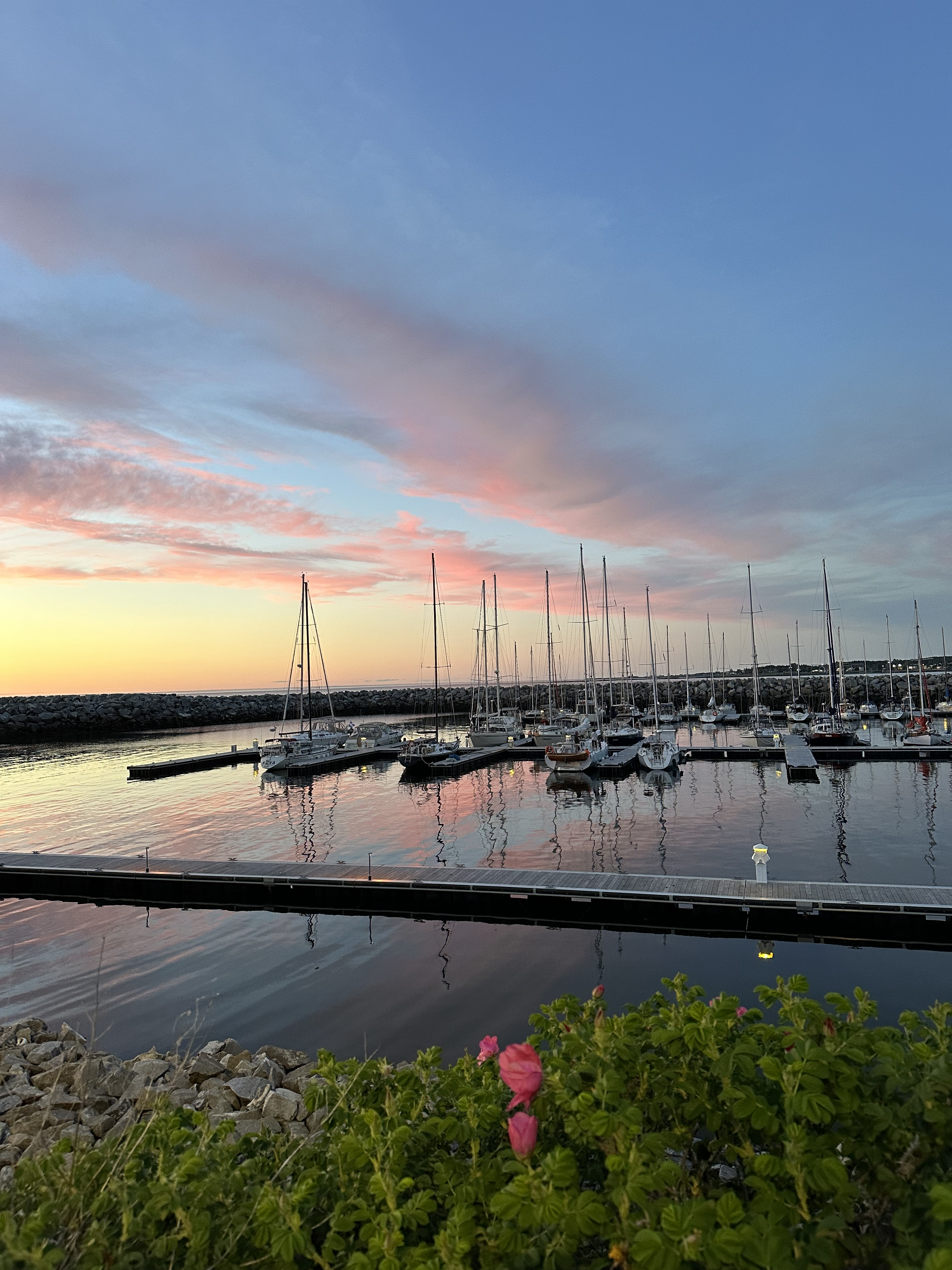

- Les bâtiments autour du phare-de-Pointe-au-Père, un ensemble d'infrastructures maritimes classées lieu historique national du Canada et dont l'édifice principal est le phare de Pointe-au-Père construit en 1909, et qui est le deuxième plus haut phare au Canada[10].
- Le pavillon de l’Empress of Ireland où l'on peut observer une multitude d'objets prélevés à bord de l'épave de ce transatlantique qui a fait naufrage en mai 1914[11].
- Le sous-marin NCSM Onondaga dont l'exposition permanente a été inaugurée en juin 2009 à la suite de sa conversion en navire-musée.
- Le sanctuaire en l'honneur de Sainte-Anne[9].
- La réserve nationale de faune de Pointe-au-Père[12].
- La station aquicole de l'Institut des sciences de la mer de Rimouski (ISMER), relevant de l'Université du Québec à Rimouski, qui héberge aussi le nouveau laboratoire des techniques radio-isotopiques appliquées aux sciences de l'environnement (LATERASE).
- Une nouvelle jetée terminée en 2008, qui remplace le vieux quai qui menaçait de s'effondrer et qui a redonné un accès à la mer aux citoyens de Pointe-au-Père[13].
- Un club de golf, un parcours de 18 trous près de l'entrée de l'autoroute 20.

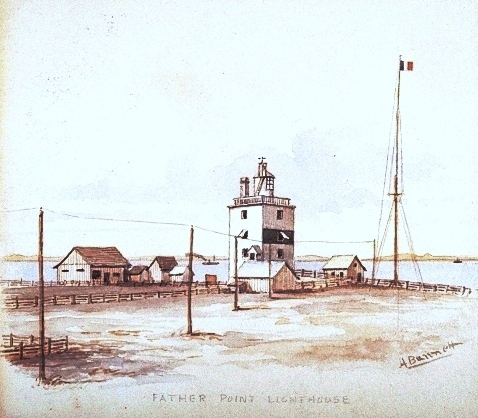
Second phare de Pointe-au-Père, 1885-89.
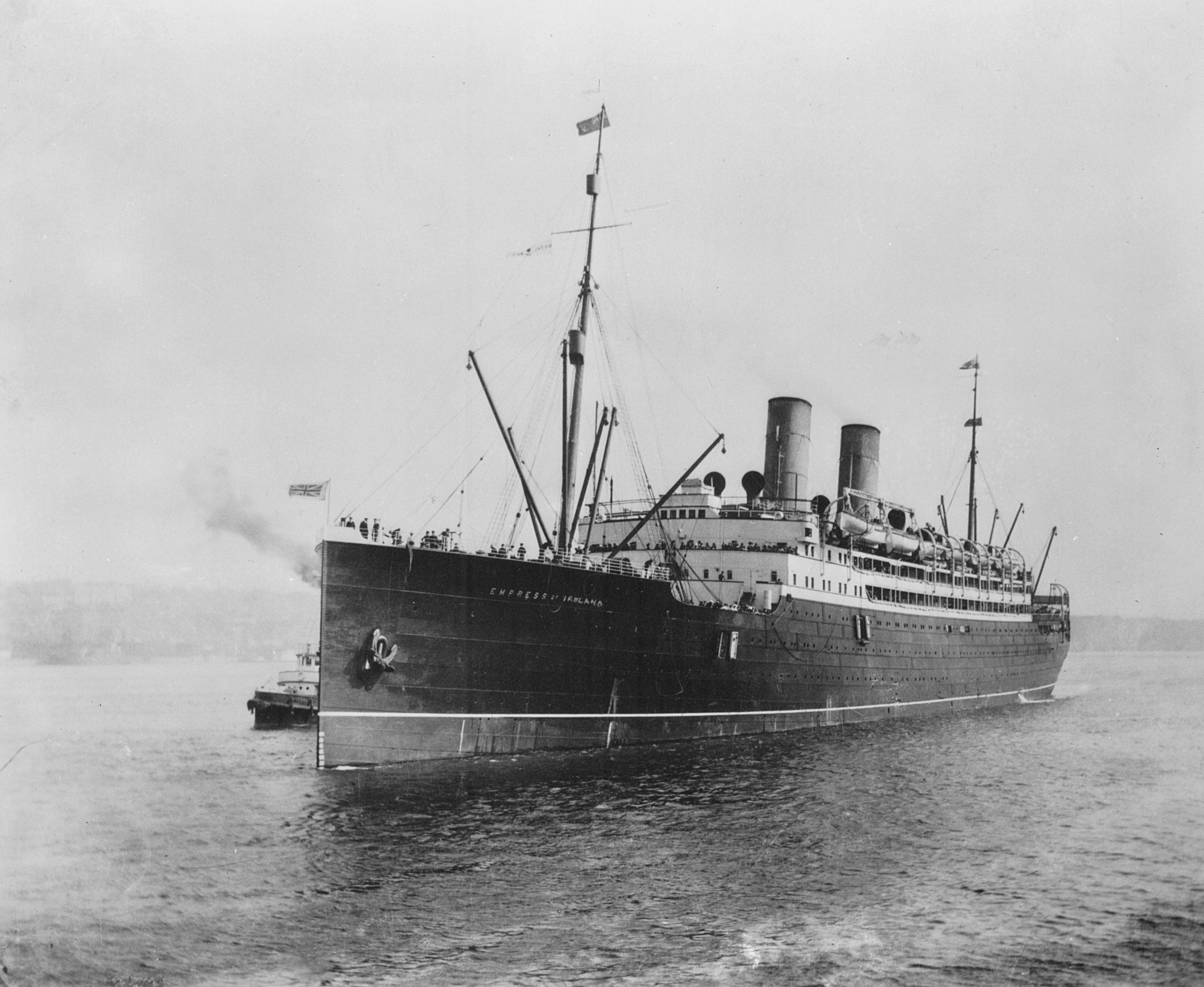
L'Empress of Ireland.
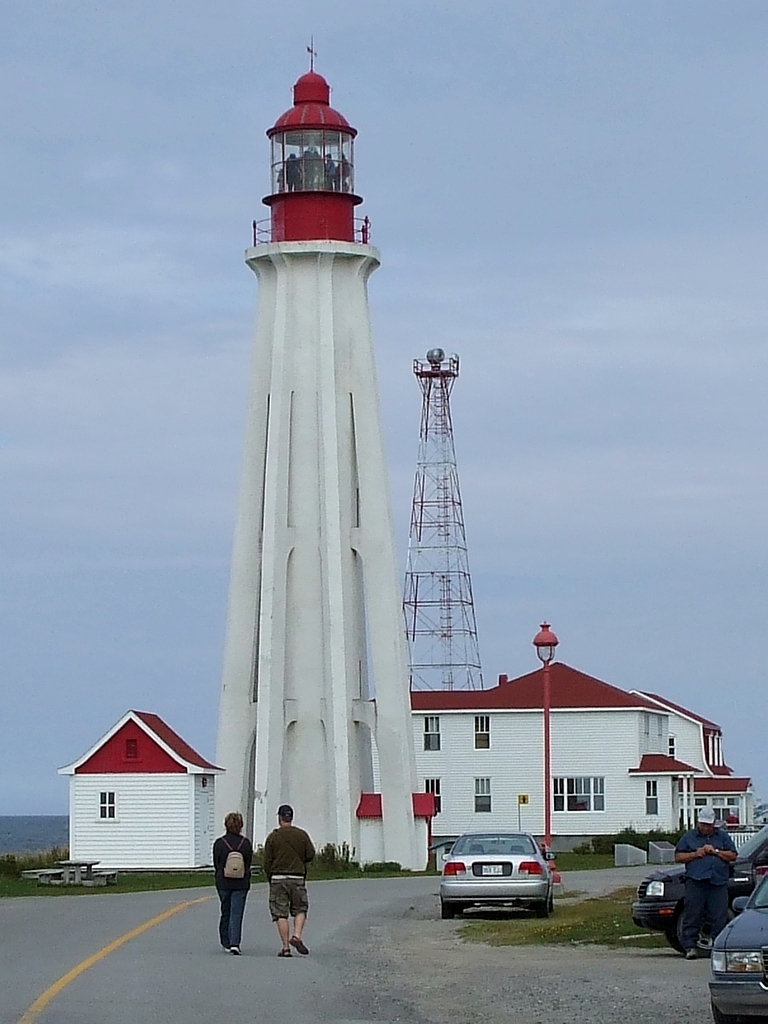
Lieu historique national du Canada du Phare-de-Pointe-au-Père.
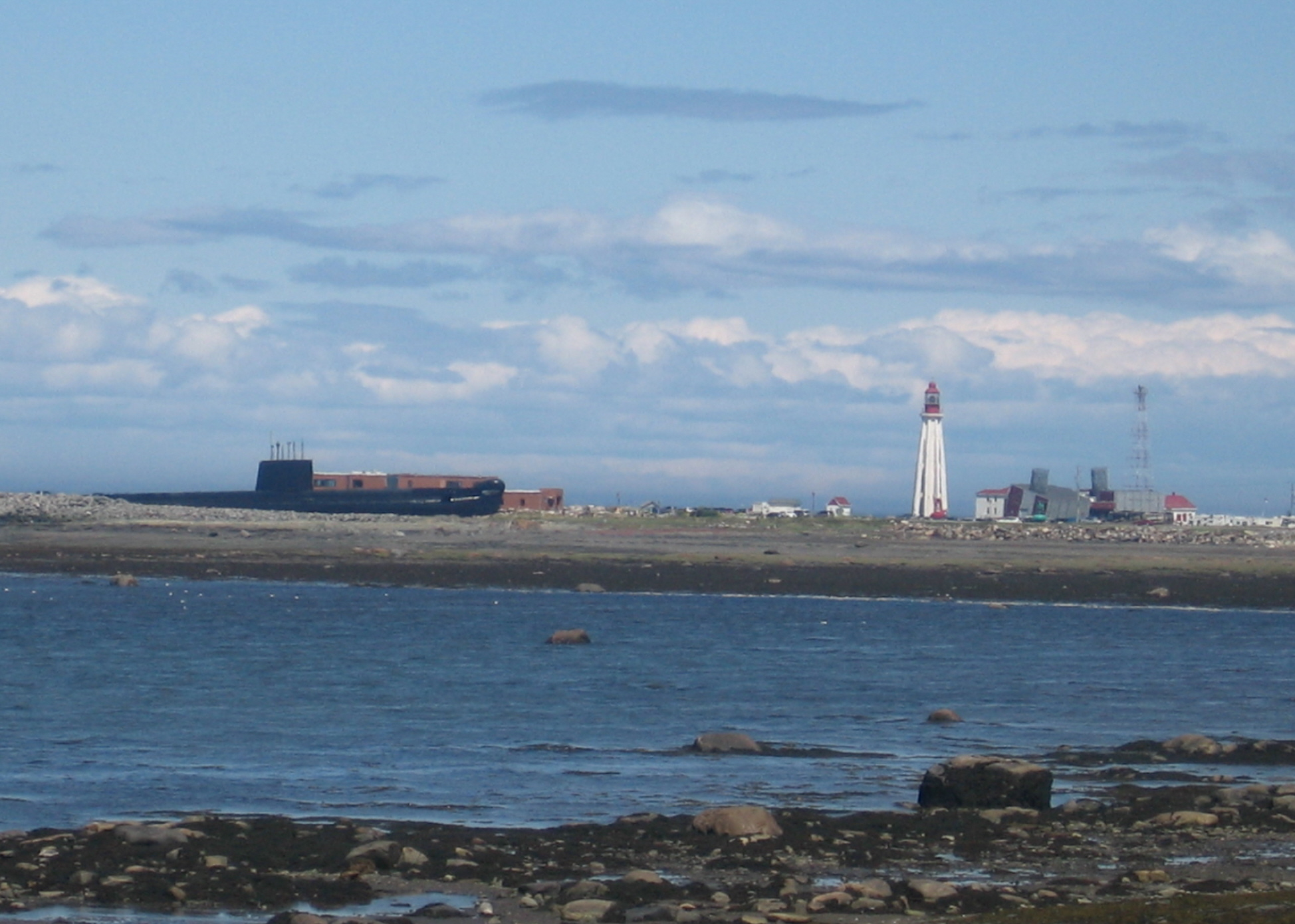
Le sous-marin NCSM Onondaga et le phare de Pointe-au-Père.
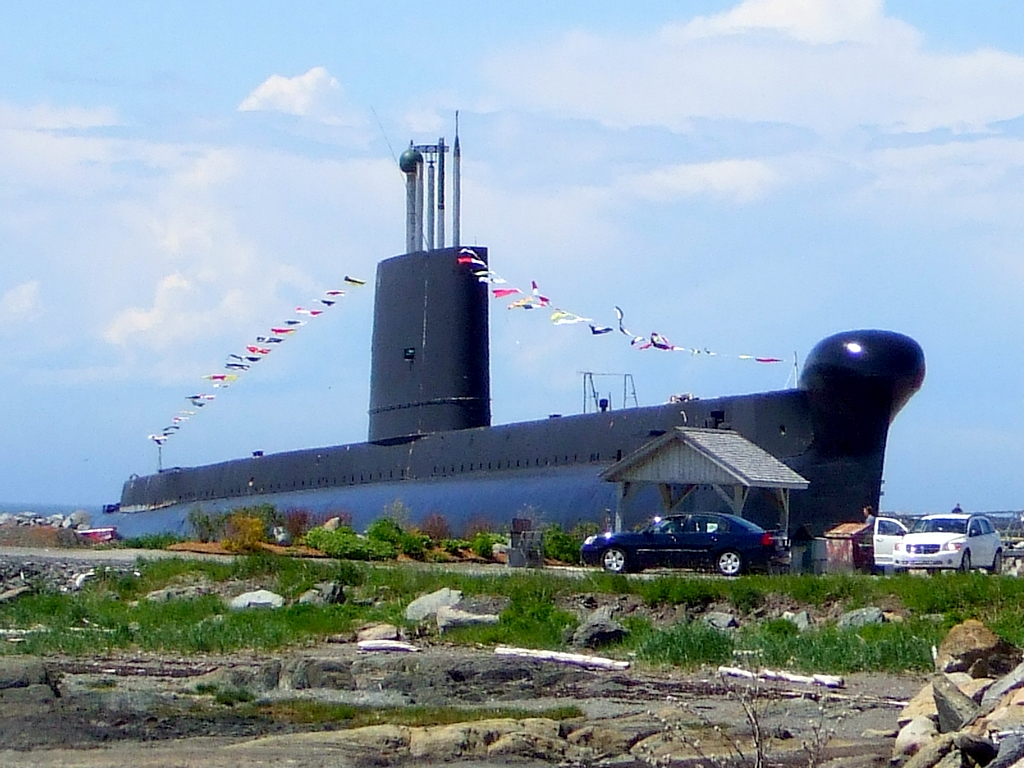
L'Onondaga, unique sous-marin musée au Canada en 2009.